# Naked III
Naked III (2005) is een akoestisch livealbum van de Golden Earring, de langst bestaande rockband van Nederland, opgenomen in uitgaans- en evenementenlocatie Panama te Amsterdam.
Dit album is het vervolg op The Naked Truth (1992) en Naked II (1997).
Het album bevat nummers die nog nooit akoestisch gespeeld zijn en bekende 'gouwe ouwen'.

## Nummers
1. Angel (4:33)
2. Turn the World Around (4.30)
3. Just Like Vince Taylor (3.36)
4. I've Just Lost Somebody (3.27)
5. Sleepwalking (4.07)
6. Need Her (3.26)
7. The Thief (3.20)
8. I Need Love (6.54)
9. Kill Me (Ce Soir) (5.10)
10. Paradise in Distress (5.47)
11. Albino Moon (4.17)
12. Lost and Found (3.57)
13. Hold Me Now (3.33)
14. Colour Blind (3.57)
15. Will & Mercy (3.22)
16. No for an Answer (4.25)
17. Last Frontier Hotel (3.50)
18. Holy Holy Life (5.01)

Discografie